# Anthem (Stravinskij)
Anthem (The Dove descending break the air) è una composizione per coro a cappella di Igor' Fëdorovič Stravinskij scritta nel 1962 e dedicata a T. S. Eliot, suo amico, a cui lo legava un comune sentimento religioso. L'opera fa parte del periodo seriale dell'autore.

## Storia
Nel 1962 la Cambridge University Press chiese a Stravinskij la composizione di un inno da includere in un nuovo compendio di inni inglesi; Eliot, amico del musicista, gli suggerì di trarre spunto da alcuni suoi versi. Il compositore scrisse Anthem utilizzando il quarto dei Quattro quartetti del poeta, Little Gidding. Nella Cantata del 1952, prima opera che segnò il passaggio alla fase seriale, Stravinskij aveva musicato le parole di San Paolo "Il nostro Signore è un fuoco che consuma", incluse nelle liriche di argomento sacro che fanno parte del lavoro; le stesse parole si ritrovano nei versi di Eliot sul fuoco dell'amore divino utilizzati dal musicista.
Il lavoro venne scritto a Hollywood e terminato il 2 gennaio 1962; Anthem non venne però mai incluso nella raccolta di inni inglesi. La prima esecuzione avvenne a Los Angeles il 19 febbraio 1962 per la serie di concerti Monday Evening Concerts e fu  diretta da Robert Craft.

## Analisi
T. S. Eliot scrisse i Quattro quartetti nel 1943; Stravinskij musicò in Anthem due strofe di sette versi l'una tratte dall'ultimo quartetto, Little Gidding. Il brano di Eliot ricorda che l'essere umano nella sua vita ha solo la possibilità di redenzione tramite l'espiazione dei propri errori; l'assunto è chiaramente tratto dalle Sacre scritture e il compositore riprende essenzialmente nella sua musica il senso religioso da cui trae origine. Il termine Anthem, che deriva da Antifona, in effetti è utilizzato nell'ambito della liturgia della Chiesa anglicana per indicare brani vocali che si rifanno a testi biblici.
Il brano è breve, a seconda dell'esecuzione varia dai due a poco più di tre minuti ed è di una estrema semplicità. La struttura è essenziale e il coro, costituito da quattro voci miste, realizza le quattro forme di una linea seriale, una per ogni voce, con una grande tranquillità. La costruzione musicale è lineare ed è basata essenzialmente su moduli sillabici; il ritmo è costante e uniforme, senza grosse variazioni di rilievo.  